# R.S.V.23-180
Le R.S.V.23-180 est un avion belge de l'entre-deux-guerres resté à l'état de prototype.

## Conception et développement
Aucun document relatif à cet appareil n'apparait dans les archives de l'ingénieur Alfred Renard. Les seules informations sur le R.S.V.23-180 ont été publiées dans l'ouvrage de référence Jane's Information Group de 1926. 
Par contre, il est permis de penser qu'il s'agit du prototype du R.S.V.22-180 dont les silhouettes sont très similaires avec une différence concernant les ouïes des deux radiateurs latéraux sur le 23-180.

## Description
La cellule biplane comporte des mâts en N. L'aile supérieure, sans dièdre, est la seule à recevoir des ailerons. Sans être à proprement parler un sesquiplan (formule d'un biplan aux ailes de taille différente), l'envergure de l'aile inférieure est diminuée et accuse un dièdre assez prononcé. 